# Rojan Telo
Rojan Telo, född 29 december 1993, är en svensk skådespelare.
Telo har bland annat medverkat i TV-serierna Otajmat, 2022 års julkalender Kronprinsen som försvann samt Strandhotellet.

## Filmografi (i urval)
- 2023 – Familjen Andersson (TV-serie)
- 2023 – Terese i kassan (TV-serie)
- 2022 – Kronprinsen som försvann (TV-serie)
- 2023 – Strandhotellet (TV-serie)
- 2021 – Beck (TV-serie)
- 2022 – Kärlek & Anarki (TV-serie)
- 2022 – Gåsmamman (TV-serie)
- 2021–2022 – Otajmat (TV-serie)
- 2022 – Likea (TV-serie)
- 2021 – Heder (TV-serie)
- 2020 – We Got This (TV-serie)